# Parafia Świętych Apostołów Piotra i Pawła w Wierzbnie
Parafia Świętych Apostołów Piotra i Pawła w Wierzbnie – parafia rzymskokatolicka w Wierzbnie.
Pierwszy kościół we wsi należącej wówczas do parafii liwskiej został wybudowany przez Dorotę z Ojrzanowa, wojewodzinę krakowską i jej syna z pierwszego małżeństwa, Stanisława Mińskiego w roku 1580. Parafię w Wierzbnie erygowano w roku 1583. Następny kościół  wybudował Mikołaj Wodzicki, miecznik liwski w 1686 r. Kościół ten w 1855 r. został zniszczony przez huragan. W tym samym roku wybudowano obecny murowany kościół parafialny. Świątynia została  konsekrowana w 1930 r. przez biskupa Henryka Przeździeckiego. Wystrój wnętrza posiada elementy barokowe. 
Parafia posiada księgi metrykalne od 1860 r. oraz Kronikę parafialną od 1979 r.
Terytorium parafii obejmuje: Helenów, Janówek, Jaworek, Las Jaworski, Soboń, Świdno, Wierzbno, Wólka i Wyględówek.

## Bibliografia

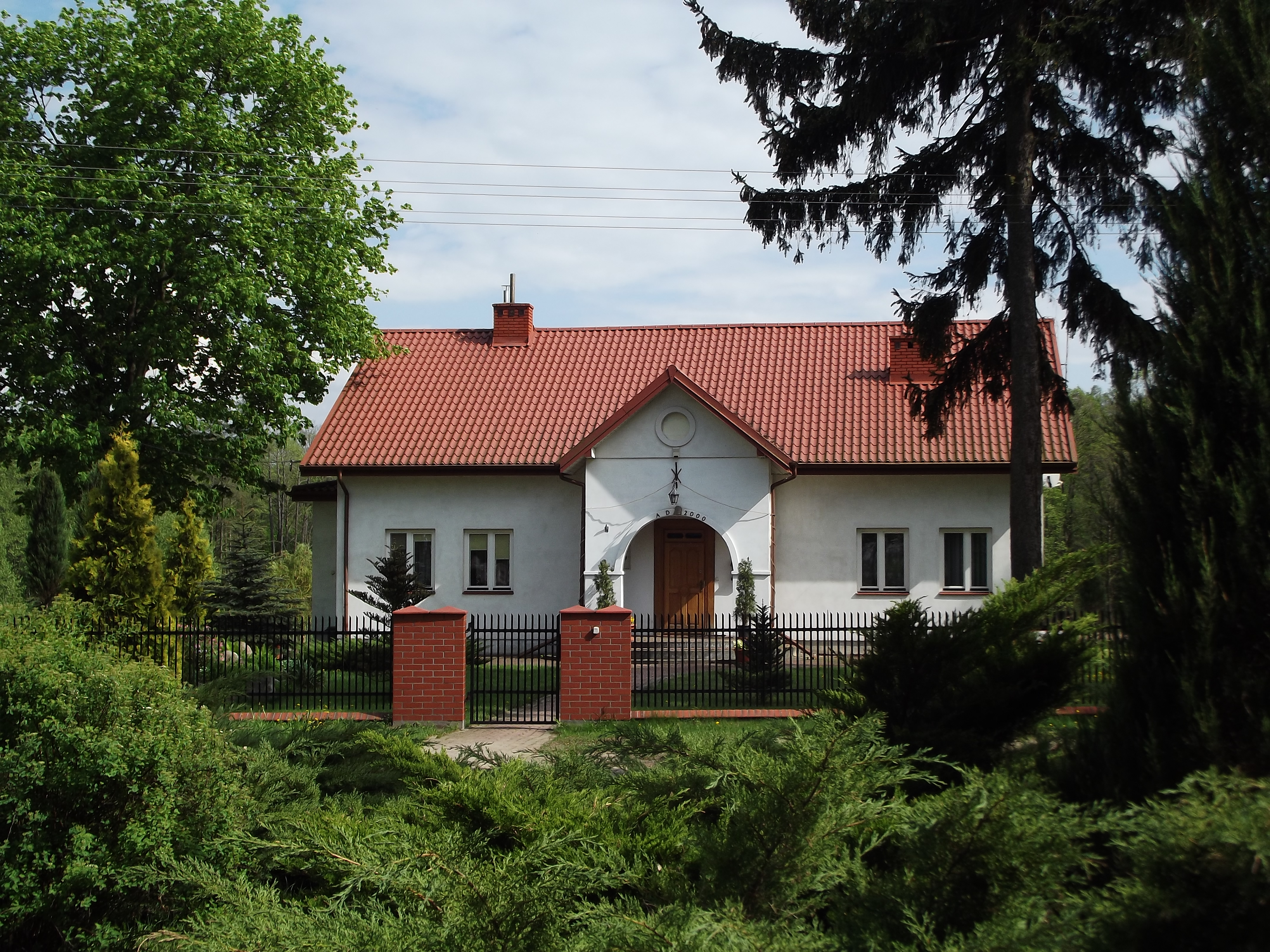
Plebania w Wierzbnie